# Siegfried Breuer
Siegfried Breuer, född 24 juni 1906 i Wien, Österrike-Ungern, död 1 februari 1954 i Göttingen, Västtyskland, var en österrikisk skådespelare. Han medverkade i ett femtiotal tyskspråkiga filmer, främst under 1940-talet.

## Filmografi
- 1940 – Du stal min dotter
- 1940 – Nanette
- 1940 – Operett
- 1940 – Muntra kyparna i Wien
- 1941 – Två världar
- 1942 – Anuschka
- 1943 – Det gåtfulla leendet
- 1946 – Läderlappen
- 1948 – Dansens drottning
- 1949 – Den tredje mannen